# Love Machine (песен на „Гърлс Алауд“)
„Love Machine“ (букв. превод: „Любовна машина“) е песен на английската група Гърлс Алауд от втория им студиен албум „What Will the Neighbours Say?“ (2004). „Love Machine“ е шестият сингъл на групата и е издаден през септември 2004. Песента достига второ място в британската музикална класация UK Singles Chart и печели положителни критики.
Към песента е направен видеоклип. За първи път „Love Machine“ е изпълнена на живо от групата в британското музикалното телевизионно предаване CD:UK на 28 август 2004.
Песента съдържа стиха „What will the neighbours say / This time?“ (Какво ще кажат съседите / този път?), който дава и името на албума – „What Will the Neighbours Say?“.

## Списък

### CD сингъл (част 1)
1. „Love Machine“ – 3:25
2. „The Show“ (Flip & Fill Remix) – 5:35

### CD сингъл (част 2)
1. „Love Machine“ – 3:25
2. „Love Machine“ (Gravitas Disco Mix) – 7:30
3. „Androgynous Girls“ – 4:39
4. „Love Machine“ (видео) – 3:39
5. „Love Machine“ (караоке видео) – 3:39
6. „Love Machine“ (игра) – 3:39

### 7" Vinyl
1. „Love Machine“ (радио редактиран) – 3:25
2. „Love Machine“ (Tony Lamezma Mix) – 6:15

### The Singles Boxset
1. „Love Machine“ – 3:25
2. „The Show“ (Flip & Fill Remix) – 5:35
3. „Love Machine“ (Gravitas Disco Mix) – 7:30
4. „Androgynous Girls“ – 4:39
5. „Love Machine“ (Tony Lamezma Mix) – 6:15
6. „Love Machine“ (видео) – 3:39
7. „Love Machine“ (караоке видео) – 3:39
8. „Love Machine“ (игра) – 3:39